# Challenger de Murcia 2025
El torneo Murcia Open 2025, denominado por razones de patrocinio Costa Cálida Region de Murcia fue un torneo de tenis perteneció al ATP Challenger Tour 2025 en la categoría Challenger 75. Se trató de la 6ª edición; el torneo tuvo lugar en la ciudad de Murcia (España), desde el 17 hasta el 23 de marzo de 2025 sobre pista dura bajo techo de tierra batida al aire libre.

## Jugadores participantes del cuadro de individuales
| Preclasificado | País                        | Jugador          | Rank1 | Posición en el torneo    |
| 1              | Bandera de Hungría          | Márton Fucsovics | 89    | Cuartos de final         |
| 2              | Bandera de los Países Bajos | Jesper de Jong   | 106   | FINAL                    |
| 3              | Bandera de España           | Pablo Carreño    | 112   | Primera ronda            |
| 4              | Bandera de Austria          | Sebastian Ofner  | 127   | Primera ronda            |
| 5              | Bandera de la India         | Sumit Nagal      | 132   | Primera ronda            |
| 6              | Bandera de Francia          | Harold Mayot     | 133   | Cuartos de final, retiro |
| 7              | Bandera de Croacia          | Marin Čilić      | 142   | Primera ronda            |
| 8              | Bandera de Francia          | Kyrian Jacquet   | 154   | Segunda ronda, retiro    |

- 1 Se ha tomado en cuenta el ranking del 3 de marzo de 2025.

### Otros participantes
Los siguientes jugadores recibieron una invitación (wild card), por lo tanto ingresan directamente al cuadro principal (WC):
- Pablo Llamas Ruiz
- Bernabé Zapata
- Ivan Gakhov

Los siguientes jugadores ingresan al cuadro principal tras disputar el cuadro clasificatorio (Q):
- Nicolás Álvarez Varona
- Raúl Brancaccio
- Miguel Damas
- Justin Engel
- Daniel Mérida
- Valentin Vacherot

## Campeones

### Individual Masculino
- Carlos Taberner derrotó en la final a  Jesper de Jong por 7–6(3), 4–6, 6–2

### Dobles Masculino
- Grégoire Jacq /  Orlando Luz derrotaron en la final a  Jesper de Jong /  Mats Hermans por 6–4, 6–4